# Micropeza hispanica
Micropeza hispanica är en tvåvingeart som beskrevs av Jacques-Marie-Frangile Bigot 1886. Micropeza hispanica ingår i släktet Micropeza och familjen skridflugor.
Artens utbredningsområde är Spanien. Inga underarter finns listade i Catalogue of Life.